# The Stings of Conscience
The Stings of Conscience – pierwszy album studyjny amerykańskiej grupy muzycznej Unearth, wydany 16 stycznia 2001 nakładem Eulogy Recordings. Reedycja płyty ukazała się 31 maja 2005 nakładem Alveran Records.

## Lista utworów
1. "My Heart Bleeds No Longer" – 3:36
2. "One Step Away" – 3:16
3. "Fuel the Fire" – 3:44
4. "Only the People" – 3:46
5. "Stings of Conscience" – 5:05
6. "My Desire" – 5:00
7. "Vanishment" – 3:47
8. "Shattered By the Sun" – 3:52
9. "Monition" – 4:58
10. "Stronghold" – 3:22

## Twórcy
Skład zespołu
- Trevor Phipps – śpiew
- Buz McGrath – gitara
- Ken Susi – gitara
- Chris „Rover” Rybicki – gitara basowa
- Mike Rudberg – perkusja

Udział innych
- Adam Dutkiewicz – produkcja muzyczna, nagrywanie
- Jeremy Staska – mastering
- Mike D'Antonio („Mike Darkicon”) – logo zespołu
- Samantha Hill – projekt okładki, fotografie
- Jared Silva, Mike Eye9d – fotografie

## Teledyski
- "One Step Away" (2001)[2]